# Rétinaculum inférieur des muscles extenseurs du pied
Pour un article plus général, voir Rétinaculum des muscles extenseurs du pied.
Le rétinaculum inférieur des muscles extenseurs du pied (ou lame inférieure du ligament annulaire antérieur du tarse ou ligament annulaire antérieur du tarse ou ligamentum cruciatum de Weitbrecht ou ligament en Y du tarse) est une bande fibreuse du membre inférieur. Il est situé sur la face antérieure de la cheville et constitue la partie inférieure du rétinaculum des muscles extenseurs du pied. Il ne doit pas être confondu avec le ligament bifurqué.

## Description
Le rétinaculum inférieur des muscles extenseurs du pied s'insère en dehors sur la face supérieure du tubercule du calcanéum, à son passage au dessus du tendon du muscle long extenseur des orteils, il se dédouble en Y. 
La branche supérieure se dirige et s’insère sur le bord antérieur de la malléole médiale dans le prolongement de l'insertion tibiale du rétinaculum supérieur des muscles extenseurs du pied. 
La branche inférieure se dirige médialement et en bas en passant au dessus des tendons des muscles long extenseurs des orteils et long extenseur de l'hallux et se fixe sur le bord du fascia plantaire. A l'avant elle est en continuité avec le fascia dorsal du pied.